# Ha volna még időm
Ha volna még időm (węg. Gdybym miał jeszcze czas) – piąty album zespołu Bikini, wydany na MC i LP.

## Lista utworów
1. „Széles, tágas” (3:23)
2. „Katica II.” (4:22)
3. „Hazudtunk egymásnak” (4:17)
4. „Ne legyek áruló” (3:40)
5. „Valahol Európában” (4:28)
6. „Legyek jó” (3:15)
7. „Megadtam magam a mának” (4:50)
8. „Mondd, hogy mit akarunk” (2:55)
9. „Ha volna még időm” (5:21)

## Skład zespołu
- Lajos D. Nagy (wokal)
- József Vedres (gitara)
- Alajos Németh (gitara basowa, instrumenty klawiszowe)
- Péter Gallai (wokal, instrumenty klawiszowe)
- Endre Berecz (instrumenty perkusyjne)
- Zoltán Kató (saksofon)